# Discografia de My Chemical Romance
A discografia oficial do My Chemical Romance, uma banda de rock americana, é composta por quatro álbuns de estúdio, dois álbuns ao vivo, três álbuns de compilação, seis extended plays, 26 singles, quatro álbuns ao vivo, 18 videoclipes e 13 participações originais em outros álbuns.
Pouco depois de se formar, a banda assinou contrato com a Eyeball Records e lançou seu primeiro álbum, "I Brought You My Bullets, You Brought Me Your Love", em 2002, que desde então vendeu mais de 285.000 cópias. No ano seguinte, a banda assinou com a Reprise Records e lançou seu álbum de estreia em uma grande gravadora, "Three Cheers for Sweet Revenge", em 2004. O álbum foi um sucesso comercial e vendeu mais de 3 milhões de cópias, em parte devido à grande execução nas rádios e às vendas dos singles "I'm Not Okay (I Promise)" e "Helena". A banda lançou "The Black Parade", seu terceiro álbum de estúdio, em 2006, que vendeu mais de 4 milhões de cópias e inclui os singles de sucesso "Welcome to the Black Parade", "Famous Last Words" e "Teenagers". O quarto álbum de estúdio da banda, "Danger Days: The True Lives of the Fabulous Killjoys", foi lançado em 2010 e apresentou o single de sucesso "Sing".

## Discografia

### Álbuns de estúdio
| Ano                          | Álbum | Posições nas paradas | Posições nas paradas | Posições nas paradas | Posições nas paradas | Posições nas paradas | Posições nas paradas | Posições nas paradas | Posições nas paradas | Posições nas paradas | Posições nas paradas | Posições nas paradas | Posições nas paradas | Posições nas paradas | Posições nas paradas | Certificações    |
| Ano                          | Álbum | EUA                  | AUS                  | AUT                  | CAN                  | DIN                  | FIN                  | FRA                  | ITA                  | MEX                  | NZ                   | NOR                  | SUE                  | SUI                  | UK                   | Certificações    |
| ---------------------------- | --- | -------------------- | -------------------- | -------------------- | -------------------- | -------------------- | -------------------- | -------------------- | -------------------- | -------------------- | -------------------- | -------------------- | -------------------- | -------------------- | -------------------- | ---------------- |
| 2002                         | I Brought You My Bullets, You Brought Me Your Love - Lançamento: 23 de Julho de 2002 - Gravadora: Eyeball Records - Produtor: Geoff Rickly     | —                    | —                    | —                    | —                    | —                    | —                    | —                    | —                    | —                    | —                    | —                    | —                    | —                    | 129                  | - UK: Ouro       |
| 2004                         | Three Cheers for Sweet Revenge - Lançamento: 8 de Junho de 2004 - Gravadora: Reprise Records - Produtor: Howard Benson                         | 28                   | 38                   | 73                   | —                    | —                    | —                    | —                    | —                    | —                    | 30                   | —                    | —                    | —                    | 34                   | - UK: Platina    |
| 2006                         | The Black Parade - Lançamento: 23 de Outubro de 2006 - Gravadora: Reprise Records - Produtor: Rob Cavallo                                      | 2                    | 3                    | 4                    | 2                    | 29                   | 11                   | 69                   | 20                   | 35                   | 1                    | 11                   | 4                    | 18                   | 2                    | - UK: 2× Platina |
| 2010                         | Danger Days: The True Lives of the Fabulous Killjoys - Lançamento: 22 de Novembro de 2010 - Gravadora: Reprise Records - Produtor: Rob Cavallo | 8                    | 10                   | 15                   | 13                   | —                    | 9                    | 80                   | —                    | 9                    | 4                    | 21                   | 34                   | 8                    | 14                   | - UK: Ouro       |
| os "—" são os não informados | |                      |                      |                      |                      |                      |                      |                      |                      |                      |                      |                      |                      |                      |                      |                  |

### Álbuns ao vivo
| Ano                          | Álbum | Posições nas paradas | Posições nas paradas | Posições nas paradas | Posições nas paradas | Posições nas paradas | Posições nas paradas | Posições nas paradas | Posições nas paradas | Posições nas paradas | Posições nas paradas | Posições nas paradas | Posições nas paradas | Posições nas paradas | Posições nas paradas | Certificação                |
| Ano                          | Álbum | EUA                  | AUS                  | AUT                  | CAN                  | DIN                  | FIN                  | FRA                  | ITA                  | MEX                  | NZ                   | NOR                  | SUE                  | SWI                  | UK                   | Certificação                |
| ---------------------------- | --- | -------------------- | -------------------- | -------------------- | -------------------- | -------------------- | -------------------- | -------------------- | -------------------- | -------------------- | -------------------- | -------------------- | -------------------- | -------------------- | -------------------- | --------------------------- |
| 2006                         | Life on the Murder Scene - Lançamento: 21 de Março de 2006 - Gravadora: Reprise Records - Prdotor: Howard Benson | 30                   | —                    | —                    | —                    | —                    | —                    | —                    | —                    | —                    | —                    | —                    | —                    | —                    | 53                   | - EUA: 2× Platina           |
| 2008                         | The Black Parade Is Dead! - Lançamento: 1 de Julho de 2008 - Gravadora: Reprise Records - Produtor: Devin Sarno  | 22                   | 10                   | 24                   | 21                   | —                    | —                    | 120                  | —                    | 9                    | 6                    | —                    | 29                   | —                    | 13                   | - EUA: Ouro - WW: 2,000,000 |
| os "—" são os não informados | |                      |                      |                      |                      |                      |                      |                      |                      |                      |                      |                      |                      |                      |                      |                             |

### EPs
| Ano  | Álbum                                                                                   |
| ---- | --------------------------------------------------------------------------------------- |
| 2002 | Like Phantoms, Forever - Lançamento: Agosto de 2002 - Gravadora: Eyeball Records        |
| 2005 | Warped Tour Bootleg Series - Lançamento: 2005 - Gravadora: Reprise Records              |
| 2007 | AOL Sessions - Lançamento: Dezembro, 2007 - Gravadora: Reprise Records                  |
| 2007 | Live and Rare - Lançamento: Dezembro, 2007 - Gravadora: Warner Music Group              |
| 2009 | ¡Venganza! - Lançamento: Fevereiro, 2009 - Gravadora: Reprise Records                   |
| 2009 | The Black Parade: The B-Sides - Lançamento: Fevereiro, 2009 - Gravador: Reprise Records |
| 2010 | The Mad Gear and Missile Kid - Lançamento: Outubro, 2010 - Gravadora: Reprise Records   |
| 2012 | Conventional Weapons - Lançamento: Outubro, 2012 - Gravadora: Reprise Records           |

## Canções

### Singles
My Chemical Romance tem sido bem sucedida a nível internacional. O grupo tem se destacado na Billboard Hot 100 (EUA), Pop 100 (EUA Pop), Modern Rock Tracks (EUA Mod Rock) e Mainstream Rock Tracks (US Main Rock), e finalmente foram bem sucedidos nas UK Singles Chart (RU), Austrália ARIA Singles Chart (AUS) e Nova Zealândia, RIANZ Singles Chart (NZ).
| Ano                          | Música                                                  | Posição nas paradas | Posição nas paradas | Posição nas paradas | Posição nas paradas | Posição nas paradas | Posição nas paradas | Posição nas paradas | Posição nas paradas | Certificação | Álbum                                                |                   |
| Ano                          | Música                                                  | EUA                 | EUA Pop             | EUA Mod             | EUA Alt             | UK                  | UK Rock             | AUS                 | NZ                  | Certificação | Álbum                                                |                   |
| ---------------------------- | ------------------------------------------------------- | ------------------- | ------------------- | ------------------- | ------------------- | ------------------- | ------------------- | ------------------- | ------------------- | ------------ | ---------------------------------------------------- | ----------------- |
| 2002                         | "Vampires Will Never Hurt You"                          | —                   | —                   | —                   | —                   | —                   | —                   | —                   | —                   | —            | I Brought You My Bullets, You Brought Me Your Love   |                   |
| 2003                         | "Honey, This Mirror Isn't Big Enough for the Two of Us" | —                   | —                   | —                   | —                   | 182                 | —                   | —                   | —                   | —            | I Brought You My Bullets, You Brought Me Your Love   |                   |
| 2004                         | "Headfirst for Halos"                                   | —                   | —                   | —                   | —                   | —                   | —                   | —                   | —                   | —            | I Brought You My Bullets, You Brought Me Your Love   |                   |
| 2004                         | "Thank You for the Venom"                               | —                   | —                   | —                   | —                   | 71                  | —                   | —                   | —                   | —            | Three Cheers for Sweet Revenge                       |                   |
| 2004                         | "I'm Not Okay (I Promise)"                              | 86                  | 64                  | 4                   | —                   | 19                  | —                   | 65                  | 38                  | EUA: Ouro    | Three Cheers for Sweet Revenge                       |                   |
| 2005                         | "Helena"                                                | 33                  | 31                  | 11                  | —                   | 20                  | 1                   | 78                  | 27                  | EUA: Ouro    | Three Cheers for Sweet Revenge                       |                   |
| 2005                         | "The Ghost of You"                                      | 84                  | 78                  | 9                   | 38                  | 27                  | —                   | —                   | 39                  | —            | Three Cheers for Sweet Revenge                       |                   |
| 2006                         | "Welcome to the Black Parade"                           | 9                   | 8                   | 1                   | 24                  | 1                   | 1                   | 14                  | 2                   | EUA: Platina | The Black Parade                                     |                   |
| 2007                         | "Famous Last Words"                                     | 88                  | 87                  | 4                   | 23                  | 8                   | 1                   | 20                  | 6                   | —            | The Black Parade                                     |                   |
| 2007                         | "I Don't Love You"                                      | —                   | —                   | —                   | —                   | 13                  | —                   | 64                  | 71                  | —            | The Black Parade                                     |                   |
| 2007                         | "Teenagers"                                             | 67                  | 39                  | 13                  | —                   | 9                   | —                   | 16                  | 5                   | EUA: Ouro    | The Black Parade                                     |                   |
| 2009                         | "Desolation Row"                                        | 107                 | —                   | 20                  | —                   | 52                  | 1                   | 65                  | —                   | —            | Watchmen Soundtrack                                  |                   |
| 2010                         | "Na Na Na (Na Na Na Na Na Na Na Na Na)"                 | 77                  | —                   | 21                  | 10                  | 31                  | 1                   | —                   | 33                  | —            | Danger Days: The True Lives of the Fabulous Killjoys |                   |
| 2010                         | "The Only Hope for Me Is You"                           | 106                 | —                   | —                   | —                   | —                   | —                   | —                   | —                   | —            | Danger Days: The True Lives of the Fabulous Killjoys |                   |
| 2010                         | "SING"                                                  | 58                  | 24                  | —                   | 2                   | 50                  | 1                   | 43                  | —                   | —            | Danger Days: The True Lives of the Fabulous Killjoys |                   |
| 2011                         | "Planetary (GO!)"                                       | —                   | —                   | —                   | —                   | 151                 | 1                   | —                   | —                   | —            | Danger Days: The True Lives of the Fabulous Killjoys |                   |
| 2011                         | "Bulletproof Heart"                                     | —                   | —                   | 50                  | 18                  | —                   | —                   | —                   | —                   | —            | Danger Days: The True Lives of the Fabulous Killjoys |                   |
| 2012                         | "The Kids From Yesterday"                               | —                   | —                   | —                   | —                   | —                   | —                   | —                   | —                   | —            | Danger Days: The True Lives of the Fabulous Killjoys | Single sem álbum. |
| 2022                         | "The Foundations of Decay"                              |                     |                     |                     |                     |                     |                     |                     |                     |              | Single sem álbum.                                    |                   |
| os "—" são os não informados |                                                         |                     |                     |                     |                     |                     |                     |                     |                     |              |                                                      |                   |

### Aparições em compilações
| Ano             | Álbum                                                     | Música                                                       |
| --------------- | --------------------------------------------------------- | ------------------------------------------------------------ |
| 2004            | Kevin & Bean's Christmastime in the 909                   | "All I Want for Christmas Is You" (original de Mariah Carey) |
| 2004            | In Honor: A Compilation to Beat Cancer                    | "Headfirst for Halos" (live)                                 |
| 2004            | 2005 KROQ New Music                                       | "I'm Not Okay (I Promise)"                                   |
| 2005            | House of Wax: Music From the Motion Picture               | "I Never Told You What I Do for a Living"                    |
| 2005            | Generation Punk                                           | "Give 'Em Hell, Kid"                                         |
| 2005            | Rocks: The Maximum Hits                                   | "I'm Not Okay (I Promise)"                                   |
| 2005            | Supercharged                                              | "Helena"                                                     |
| 2005            | Tony Hawk's American Wasteland                            | "Astro Zombies" (original de The Misfits)                    |
| 2005            | Big Shiny Tunes 10                                        | "Helena"                                                     |
| 2005            | A Nova Cara do Rock                                       | "Helena"                                                     |
| 2005            | Broken Dreams                                             | "Helena"                                                     |
| 2006            | Underworld: Evolution: Original Motion Picture Soundtrack | "To the End" (RnR Cheryl mix)                                |
| 2006            | Crossing All Over Vol. 18                                 | "You Know What They Do to Guys Like Us in Prison"            |
| 2006            | Radio 1's Live Lounge                                     | "Song 2" (original de Blur)                                  |
| 2006            | Big Shiny Tunes 11                                        | "Heaven Help Us"                                             |
| 2006            | Maximum: The Braking Hits                                 | "Helena"                                                     |
| 2006            | Broken Dreams: Vol. II                                    | "The Ghost of You"                                           |
| 2006            | Rock Festival 2006                                        | "Helena"                                                     |
| 2007            | BRITS Hits: The Album of the Year (BRIT Awards 2007)      | "Welcome to the Black Parade"                                |
| 2007            | Take Action! Volume 6                                     | "This Is How I Disappear"                                    |
| 2007            | Crusty Demons: Unleash Hell                               | "I'm Not Okay (I Promise)"                                   |
| 2007            | Metal Addict                                              | "Thank You for the Venom"                                    |
| 2007            | The Bamboozle 2007                                        | "House of Wolves" (live)                                     |
| 2007            | Kill Pop: Scream Til It Hurts                             | "I'm Not Okay (I Promise)"                                   |
| 2008            | Kerrang! The Album 2008                                   | “Welcome to the Black Parade”                                |
| Álbuns de vídeo |                                                           |                                                              |
| 2004            | Hellfest, Vol. 3: Official Video Documentary              |                                                              |
| 2005            | Taste of Chaos Tour                                       |                                                              |

### B-Sides
O My Chemical Romance produziu canções que não se encontram em nenhum outro CD de estúdio.

### Não Editadas
- Bury Me In Black (Life on the Murder Scene)
- Desert Song (Life on the Murder Scene)
- Heaven Help Us (Lado B de Welcome to the Black Parade)
- Little Red Riding Hood
- Kill All your friends (Lado B de Famous Last Words)
- My Way Home is Through you (Lado B de Famous Last Words)
- Sister to Sleep
- Zero Percent (Lado B de Na Na Na)

### Covers
- All I Want For Christmas Is You (cover de Mariah Carey)
- Astro Zombies (cover de Misfits)
- Home Sweet Home (cover de Mötley Crüe, cantado num show, voz de Gerard Way com uma pequena participação da voz de James Dewees)
- Jack the Ripper (cover de Morrissey)
- Song 2 (cover de Blur)
- Umbrella (cover de Rihanna, cantado num show)
- Under Pressure com The Used (cover de David Bowie e Queen)
- Desolation Row (cover de Bob Dylan, feito para trilha sonora do filme Watchmen)
- Common People (cover de Pulp)
- We Will Rock You (cover de Queen)

### Participações deGerard Wayem músicas de outras bandas
- Barnabus Collins Has More Skeletons In His Closet Than Vincent Price (Música da banda Oval Portrait)
- Can't You Do Anything For Me (Música da banda Oval Portrait)
- From My Cold Dead Hands (Música da banda Oval Portrait )
- Graduation Day (Música da banda Head Automatica)
- In Defense Of The Genre (Música da banda Say Anything)
- Kill the Music (Música da banda Every Time I Die)
- The Devil In Mexico (Música da banda Murder By Death)
- Safe And Sound (Música feita em parceria com Kyosuke Himuro para a trilha sonora do filme Final Fantasy VII Advent Children Complete)

## Videografia

### DVDs
| Ano  | Álbum |
| ---- | --- |
| 2006 | Life on the Murder Scene - Lançamento: 21 de Março de 2006 - Gravadora: Reprise Records - Produtor: Howard Benson |
| 2008 | The Black Parade Is Dead! - Lançamento: 1 de Julho de 2008 - Gravadora: Reprise Records - Produtor: Devin Sarno   |

| Ano  | Música                                                  | Diretor                                | Produtor                        | Álbum                                                |
| ---- | ------------------------------------------------------- | -------------------------------------- | ------------------------------- | ---------------------------------------------------- |
| 2003 | "Honey, This Mirror Isn't Big Enough for the Two of Us" | Marc Debiak, Mark Serao, Chris Vaglio  | Chris Vaglio                    | I Brought You My Bullets, You Brought Me Your Love   |
| 2003 | "Vampires Will Never Hurt You"                          | Marc Debiak                            | Marc Debiak                     | I Brought You My Bullets, You Brought Me Your Love   |
| 2004 | "I'm Not Okay (I Promise)"                              | Greg Kaplan                            | Greg Kaplan, Rafaela Monfradini | Three Cheers for Sweet Revenge                       |
| 2004 | "I'm Not Okay (I Promise)"                              | Marc Webb                              | Britton Rizzio                  | Three Cheers for Sweet Revenge                       |
| 2005 | "Helena"                                                | Marc Webb                              | Valerie Romer                   | Three Cheers for Sweet Revenge                       |
| 2005 | "The Ghost of You"                                      | Marc Webb                              | Hagai Shaham                    | Three Cheers for Sweet Revenge                       |
| 2006 | "Welcome to the Black Parade"                           | Samuel Bayer                           | Rob Cavallo                     | The Black Parade                                     |
| 2006 | "Famous Last Words"                                     | Samuel Bayer                           | Rob Cavallo                     | The Black Parade                                     |
| 2007 | "I Don't Love You"                                      | Marc Webb                              | Rob Cavallo                     | The Black Parade                                     |
| 2007 | "Teenagers"                                             | Marc Webb                              | Rob Cavallo                     | The Black Parade                                     |
| 2008 | "Dead!"                                                 | Atom Rothlein                          |                                 | The Black Parade Is Dead!                            |
| 2009 | "Desolation Row"                                        | Zack Snyder                            |                                 | Watchmen Soundtrack                                  |
| 2010 | "Na Na Na (Na Na Na Na Na Na Na Na Na)"                 | Gerard Way, Roboshobo e Grant Morrison |                                 | Danger Days: The True Lives of the Fabulous Killjoys |
| 2010 | "SING"                                                  | Gerard Way e Paul Brown                |                                 | Danger Days: The True Lives of the Fabulous Killjoys |
| 2011 | "Planetary (GO!)"                                       | Gerard Way                             |                                 | Danger Days: The True Lives of the Fabulous Killjoys |
| 2012 | "The Kids from Yesterday"                               | Emily Eisemann                         |                                 | Danger Days: The True Lives of the Fabulous Killjoys |

## Tributos
- Funeral: The String Quartet Tribute to My Chemical Romance (2006)
- A Piano Tribute (2007)